# Peter Vollmann
Peter Vollmann (* 22. Dezember 1957 in Linge) ist ein ehemaliger deutscher Fußballspieler/-trainer und heutiger -funktionär. Zuletzt war er Sportdirektor beim Zweitligisten Eintracht Braunschweig.

## Karriere
Anfang der 1980er Jahre spielte Vollmann bei Rot-Weiß Lüdenscheid in der 2. Bundesliga, kam jedoch nur auf zwei Einsätze. Weitere Vereine waren der SSV Marienheide und der TuS Lindlar, für den er in der Oberliga Nordrhein spielte.
Als Trainer arbeitete Vollmann zunächst bei den Vereinen Rot-Weiß Lüdenscheid, SG Wattenscheid 09, zweimal Preußen Münster, Eintracht Trier, KFC Uerdingen 05, Fortuna Köln, Eintracht Braunschweig, zweimal Holstein Kiel, Real Tamale United, Real Sportive (Tema, Ghana).
Am 31. Mai 2010 wurde Peter Vollmann als neuer Cheftrainer vom Zweitligaabsteiger Hansa Rostock vorgestellt. An seiner Seite fungierte Michael Hartmann als Co- und Jo Stock als Torwarttrainer. Bereits im Januar 2011 wurde sein zum Saisonende auslaufender Vertrag bis zum 30. Juni 2012 verlängert. Sollte der Aufstieg in die 2. Bundesliga gelingen, verlängerte sich sein Vertrag um ein weiteres Jahr. Tatsächlich schaffte er mit der Mannschaft den sofortigen Wiederaufstieg in die zweithöchste Spielklasse Deutschlands. In Rostock war er bis zu seiner Freistellung im Dezember 2011 tätig.
Im Februar 2012 wurde Vollmann neuer Trainer des Drittligisten SV Wehen Wiesbaden als Nachfolger des freigestellten Gino Lettieri. Im Oktober 2013 wurde er dort entlassen. „Eine zukunftsfähige Mannschaft unter konsequenter Einbindung der vorhandenen Nachwuchstalente in eine Struktur von erfahrenen Führungsspielern aufzubauen“, sah die Vereinsführung „als nicht genug umgesetzt und daher als gefährdet an“.
Zur Saison 2014/15 kehrte Vollmann zu Hansa Rostock zurück, wo er jedoch im Dezember 2014 wieder entlassen wurde.
Ab dem 30. Juni 2015 bekleidete er als Nachfolger des zur SpVgg Greuther Fürth abgewanderten Stefan Ruthenbeck das Amt des Cheftrainers beim VfR Aalen. Am 17. Januar 2018 gab der Verein bekannt, dass der zum Ende der Saison 2017/18 auslaufende Vertrag mit Vollmann nicht verlängert würde.
Zur Saison 2019/20 kehrte Vollmann zu Eintracht Braunschweig zurück, dieses Mal als Sportdirektor. In dieser Rolle verblieb er bis zur Bekanntgabe seiner Entlassung am 7. November 2023.

## Erfolge
Als Trainer erreichte er mit Fortuna Köln in der Regionalliga Nord 2001 den vierten Platz und 2008 mit Holstein Kiel in der Oberliga Nord den ersten Platz. Im Mai 2002 stieg Vollmann mit der von ihm trainierten Eintracht aus Braunschweig aus der Regionalliga Nord in die 2. Bundesliga auf.
2011 konnte Vollmann den F.C. Hansa Rostock nach nur einem Jahr in der 3. Liga wieder in die 2. Bundesliga zurückführen. Die nach dem Abstieg neuformierte Mannschaft erreichte unter seiner Leitung den zweiten Tabellenplatz in der 3. Liga und schaffte somit den direkten Wiederaufstieg.